# 正面性
正面性
1. 見る側に対し、左右対称、平行（視線と直交）、その他、正面で向き合おうとすること、およびその性質
2. 見る者に向ける面（正面）を明確・一義的にする性質[1]

## 概要
デンマークの学者ユリウス・ランゲが、1899年に著書『造形芸術における人間の形態』のなかで「正面性の法則」を提示しており、この頃から「正面性」という発想が広まりはじめたものと思われる。「正面性の法則」とは、古代彫刻（神を含む人体像）が、彫刻の前に立った者に対し「正面から向き合う」ように左右対称に彫られているとするものであり、彫刻を見る側にとっては、彫像を正面（前。顔のある側。）から観ると（正面観）左右対称に見え、正面から向き合うという感覚を得ることができるということになる。
同様の発想で、神殿などに左右対称というデザインが取り入れられていることがある。例えば直方体の建築物があれば左右対称だが、この場合は「左右対称の軸（厳密には対称面）が2つある」ことになる。「正面をはっきりさせるための左右対称」なのに、正面が2つも4つもあるということになる。
一色に塗られた球体をどこから見ても、光源の方向その他を無視した場合には、人間の目には同じ立体に見える。しかし、例えば人間の場合、人体全体および頭部には「前後」があり、頭部の「前」が顔となっている。他者の目は人間の顔の向きと胴体の向きを判定し、その人間がこちらを向いているか背を向けているか、どの方向を向いているかを判定することになる。
通常見る者に顔を向けているとき、その人物（動物）がこちら（見る者）を向いていると言う。高等動物や花卉のある植物などを除く物体の場合、顔に相当するものが「正面」であるが、「正面」が一意的に決まる基準が、一般の物体では備わっていない場合が多い。そのために、見る者に向ける面を明確・一義的にする性質を正面性と呼び、現代日本では主に建築関係で、この意味で使用されることが多い。
一方、写真などで立体がこちらに向けている面が見る側に対し「平行である」かどうか（見る側の視線に対し直角かどうか）を「正面性」と呼ぶ場合がある。この場合「上下方向（左右方向）の正面性」という概念が生じる。
さらに、建築物の場合「正面」が「顔」に相当する。建築物が「外に顔を見せる」ことで「外から閉ざされていない」「外部とつながりを持とうとする」ということを「正面性（がある）」と呼ぶことがある。絵画でも同様の認識が生じる場合がある。（後述）
以上の2つは、むしろユリウス・ランゲの提示した「正面性」に近いといえる。

## 建築における正面性

### 建築物の正面性
建築物の場合、たいていは「正面入口」とも称される「玄関」というものがある。一般の住居の場合は「玄関」以外の出入口を「勝手口」「裏口」などと称するが、オフィスビルや商業施設などの場合は「玄関」とあまり違わない間口の広さや機能を持つ入口がほかに存在する場合がある。この場合出入口に「正面入口」であることが明確な構造を採用し「玄関」が明らかに1箇所存在することを主張することが多い。
そして建築物の建つ敷地にはあるいは垣根や塀がめぐらされ、その間に配された門が「正門」（あるいは裏門その他）であるということになる。門があれば門を通った来訪者に、建築物が顔を向けて出迎えるという認識から、建築物のどの方向が「正面」であるか、玄関その他建築物の「顔」として外観をどのように設計するかが、建てるときの課題となる。
デパートの三越の場合は、「正面玄関」の両側にライオン像を配置する場合が多い。この像がある出入口が、いわばお客様を「正面からお迎えする」通路であり、たとえ幹線道路に面していなくても「正面玄関」であるということになる。
一方、京都府にある宇治特別風致地区の大規模建築物等誘導基準のように、「●宇治川と道路の両方に面する場合は、両方ともに正面性を確保する。」と、建築物に2面性を要求する場合もある。
また1997年竣工の山陰合同銀行本店のように「どの方向から見ても美しい建物であることを目指し、四方に正面性を持たせる」という設計思想の建築物もある。
以上は、建築物を単独の存在ではなく、（都市）景観の一員と考えていることによる。

### 室内における正面性
建築物の中の居室でも、「入ってくる人に見せる面」が決まることがある。床の間、暖炉などで、「部屋の中の正面／顔」が形づくられることがあり、「正面性」も生じることになる。

## 美術における正面性

### 立体作品
仏像などの場合は「正面」が明確なので、「正面から向き合う」性質になる。
しかし、彫刻、立体オブジェその他で、建築物と同様「どの方向が正面か」「正面は一つか」ということが議論の対象になる場合がある。複数の立体物からなる作品ではそれぞれの「正面」と「全体の正面」が別のものになることもある。
いけばな（華道）の場合、見る側に向けて花を生けること、つまり正面性を、「多面性」に対して意識する場合が多いが、一般的に見る側に対し左右対称となるよう生けることは少ない。

### 絵画
絵画では必然的に「観る者のいる側に正面を向ける」ことになるのだが、陶器など立体に描かれた画については立体作品に従うことになる。また、屏風絵の場合、通常屏風は自立するように蝶番を利用してまっすぐには広げないので、各面の向きが１つに揃わないため、「どの方向が正面か」「正面は一つか」という議論の余地はある。だが、両面が絵となっている屏風はまれである。扇子の絵でも同じ現象はあるが、扇子自体が同一形状物の繰り返しを両側から挟みこんだ（送風または服飾）器具であるため、開き方は一定であり「表裏はあるか」「正面左右から違うように見えるか」以上の議論の余地はない。
一方、絵画での正面性は「絵に奥行きを与え」「見るものを引き込む（絵として自己完結しない）」という観点から、「描かれたものがどれだけ正面を向いているか」となる場合がある。

## 舞台芸術における正面性
舞台芸術の演じられる空間には必ず舞台と観客席が生じ、演じるものが客席に入ってきたり客席からいきなり登場することはあっても例外的である。したがって、「舞台が観客（聴衆）に向ける面」というものが存在する。その場合、円形の舞台を観客が囲むことはごくまれである。さらに額縁舞台という形式が導入されると、「幕」を下ろし開けることができるようになるだけでなく、舞台の中が観客から見て絵画的になるよう意識した演出がなされるようになる。この結果、観客からの見られ方、「正面性」が、認識されるようになった。
逆に、建築物に舞台らしきスペースを設置することで、そのスペースが（特に建築物内部の場合）「正面性を与える」こともある。

## その他
1. 居住空間構成法（箱庭療法というよりは心理検査）で、「正面性」を意識することがある[7]。

## 参照・参考資料・外部リンク
1. ↑  一義的は定義が一つ決まるという意味。 一意性制約の項目にある一意とは異なる。
2. ↑  現在の定義文では「頭部の正面」
3. ↑   一意性制約の項目にある一意の用法。
4. ↑  例えば画像診断での読影の際、人体が正面を向いているかは重要な要素となる。
5. ↑  宇治市ウェブサイトのまちづくり・環境カテゴリーから行くことができる
6. ↑  設計は日建設計
7. ↑  現武庫川女子大学建築学科（大学院建築学専攻）岡崎教授のグループ研究から ただし「正面性」は、パーツで「空間構成」するに至らず代りに作者のほうに向けるということから、作者（未就学児）の「自己中心性」を表すとされる。

- 正面性 --artscape芸術用語集より